# Pjotr Iwanowitsch Kondraschew
Pjotr Iwanowitsch Kondraschew (russisch Пётр Иванович Кондрашев; * 16. Juli 1949 in Armawir) ist ein russischer Industriemanager und -unternehmer, Oligarch und Milliardär.

## Werdegang
Kondraschew erwarb einen Ingenieurabschluss in Bergbau und Metallurgie mit Spezialisierung auf Untertagebau an der Staatlichen Technischen Universität Magnitogorsk in Magnitogorsk.
Im Jahr 1972 begann er im Kaliwerk Silwinit in Solikamsk als Steiger zu arbeiten. Bis 1990 betätigte er sich dort in dieser Stellung, als Chefingenieur und als stellvertretender Produktionsleiter. 1990 wählte ihn die Belegschaft zum Generaldirektor. Kondraschew leitete die Privatisierung ein und wurde einer der Hauptaktionäre von Silwinit. 2007 schied er als Unternehmensleiter aus, blieb aber Mitglied des Verwaltungsrats. Ende 2010 verkauften Kondraschew, Eigentümer von 14 Prozent des Unternehmens, und seine Partner ihre Silwinit-Anteile an den Wettbewerber Uralkali. Als treibende Kraft hinter dieser Transaktion im Wert von fast 3 Milliarden US-Dollar für zusammen 44 Prozent aller Aktien galten der kremlnahe Duma-Abgeordnete Suleiman Kerimow, der an beiden Unternehmen Anteile hielt, ferner der Duma-Abgeordnete Selimchan Muzojew sowie der Milliardär Anatoli Skurow. Durch diesen Vorgang entstand der damals weltweit zweitgrößte Hersteller von Kalidünger.
Im Jahr 2014 kaufte Kondraschew das Solikamsk Magnesiumwerk (SMZ) von der Suleiman Kerimow gehörenden Unternehmensgruppe. SMZ fördert und verarbeitet Metalle der Seltenen Erden: 60 % des russischen Magnesiums werden in diesem Werk hergestellt.
Kondraschew investierte 2016 in Meyer Burger und rettete damit nach Ansicht der Neuen Zürcher Zeitung und der Berner Zeitung den Schweizer Solaranlagenhersteller. Seine aktivistischen Forderungen nach personellen Veränderungen in der Spitze und einer neuen Ausrichtung des Unternehmens stießen bis März 2020 auf Widerstand. Im Herbst 2022 hielt er rund 10 Prozent der Unternehmensaktien.

## Enteignung
2019 verlangte der Föderale Antimonopoldienst Russlands die Annullierung des Kaufs von SMZ; die Transaktion sei 2014 illegal gewesen, weil SMZ als für Russland strategisch bedeutsames Unternehmen ohne Genehmigung von Regierungsstellen auf ausländische Investoren übertragen worden sei. Im Oktober 2020 gab ein Gericht in Perm der Behörde Recht. Anfang Juli 2020 behauptete auch Michail Dworkowitsch, Bruder des früheren Stellvertretenden Ministerpräsidenten in der Regierung der Russischen Föderation Arkadi Dworkowitsch, in der russischen Zeitung Kommersant, die SMZ-Mehrheitsaktionäre um Kondraschew hätten Güter an „Zulieferer des militärisch-industriellen Komplexes der NATO-Länder“ verkauft, potenziell sei das eine Bedrohung der Sicherheit Russlands. Der Online-Fachdienst intelligenceonline.com meinte zur Enteignung, Kondraschew habe als im Ausland lebender Russe in einer innerrussischen Enteignungswelle, die durch den Russisch-Ukrainischen Krieg beschleunigt worden sei, als Erster den Kürzeren gezogen. Die Enteignung wurde Ende Januar 2023 per Dekret von Wladimir Putin vollzogen.

## Kontroversen
In russischen Blogs wurde 2021 behauptet, Kondraschew sei einer der „geheimen Eigentümer“ von Ecoprombank, einem russischen Finanzunternehmen, das 2014 Konkurs angemeldet hatte. In entsprechenden Beiträgen war von diversen Straftaten die Rede. Kondraschew leitete in Österreich und der Schweiz gerichtliche Schritte gegen diese Behauptungen und ihre Verbreitung ein. Nach Angaben der russischen Behörden gibt es, so Neue Zürcher Zeitung und Handelsblatt, kein Strafverfahren gegen Kondraschew.

## Vermögen, Privates, Ehrungen
Im August 2022 schätzte Forbes Kondraschews Vermögen auf 1,5 Milliarden US-Dollar.
Kondraschew lebt seit 2008 in Wien ist verheiratet und hat zwei Kinder.
Er wurde mehrfach ausgezeichnet, unter anderem mit der Ehrenbürgerschaft der Stadt Solikamsk. 2004 erhielt er den Peter-der-Große-Nationalpreis für seine Leistungen als Manager.